# 光遺伝学
光遺伝学（ひかりいでんがく、英: optogenetics、オプトジェネティクス）は、光でタンパク質を制御する手法の総称である。光学と遺伝学を融合した研究分野であり、特に神経回路機能を調べるために発展している。脳神経系における情報処理を理解するため、哺乳類やその他の動物においてin vivoでのミリ秒単位の時間的精度をもった制御を特徴とする。

## 概要

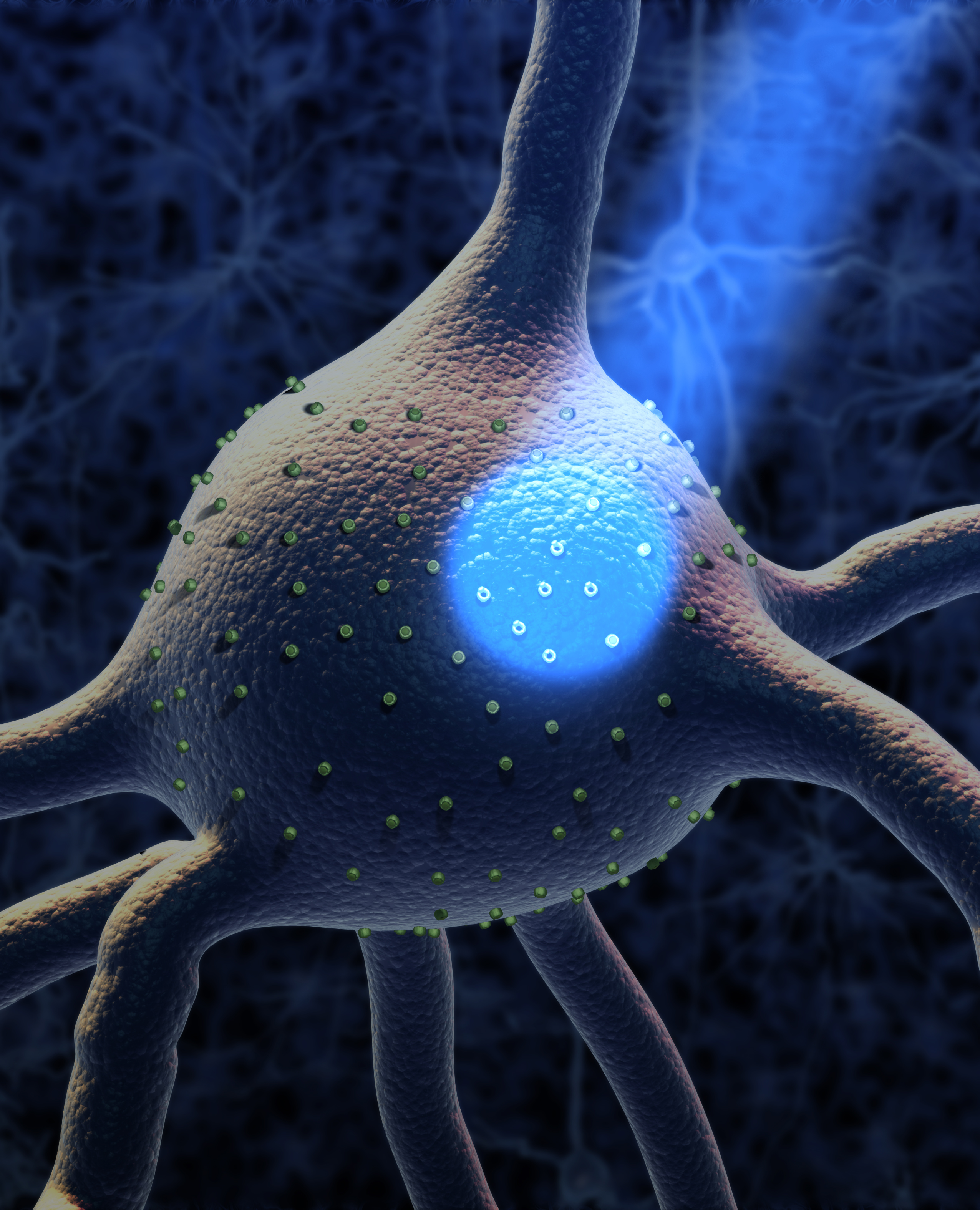
チャネルロドプシン2を発現したニューロンは、特定の波長の光を照射することによって活性化される。

光遺伝学という用語は、2006年に最初に用いられた (Deisseroth 2006)。
光活性化イオンチャネルであるチャネルロドプシン2またはハロロドプシンを特定のニューロンに遺伝子工学的手法を用いて強制的に発現させた後、これらの細胞に特定の波長の光を照射することにより、標的とするニューロンをそれぞれ興奮または抑制させることができる。
光遺伝学の対象は急速に拡大している。そのひとつは低分子量G蛋白質である。2009年にKlaus Hahnらにより、phototropinを使用したPA (photoactivatable)-Racが報告された (Wu et al 2009)。 Neuroscience 2009では、同じグループにより既にPA-RhoA, PA-Cdc42なども作られていることが報告された。
Neuroscience 2009では、スタンフォード大学のカール・ダイセロスにより、チャネルロドプシン2にGPCRを融合させた型の光遺伝学ツールが発表された。これにより、光刺激でcAMP、IP3、DAGといったセカンドメッセンジャーの産生を局所で制御できる。
光遺伝学の研究手法は、ネイチャーメソッドにより「メソッド・オブ・ザ・イヤー2010」に選ばれた。
神経科学の分野では、光で膜電位を計測する膜電位イメージングと組み合わせ、従来の電気生理学的手法に代わる、「光で神経の電気的特性を解明するツール」光学的電気生理学 (all-optical electrophysiology) としても用いられる。

## 光学的なハードウェア
必要な要素のひとつとしては、自由に行動する動物において、特定のタイプの細胞を脳の深部であっても制御できるようにするためのハードウェア（統合された光ファイバーや固体光源など）が挙げられる。
一般的には、後者は現在、2007年に導入された光ファイバー結合ダイオードの技術を使用して実現されているが、研究者たちは埋め込み電極の使用を避けるために、光波がより深く浸透して個々のニューロンを刺激または阻害できる、透明なジルコニアの「窓」をマウスの頭蓋骨に刻む方法を開発した。
大脳皮質などの脳の表層部を刺激するために、光ファイバーまたはLEDを動物の頭蓋骨に直接取り付けることがある。また、光ファイバーをより深く埋め込むことで、脳のより深い領域に光を届けることも可能である。光ファイバーを通じたアプローチに加えて、自由に行動する生物の複雑な行動を妨げずに研究を行うために、ポータブルLEDに無線で電力を供給するワイヤレス技術も開発されている。
最近では、オプトジェネティクスの刺激として有機LED（OLED）を使用する研究が進んでいる。微生物オプシンを発現するニューロンをミリ秒オーダーの時間スケールで正確に刺激制御することが、In vitroで実証されている。また、パルスモードでの操作により、適合する低温の領域での神経刺激も可能となっている。
さらに、有機ELは厚さが1μm以下と極めて薄いため、脳への埋め込みに適している。

## 文献
- Deisseroth K, Feng G, Majewska AK, Miesenbock G, Ting A, Schnitzer MJ. Next-generation optical technologies for illuminating genetically targeted brain circuits. J Neurosci. 2006 Oct 11; 26(41):10380-6. PMID 17035522
- Wu YI, Frey D, Lunqu OI, Jaehriq A, Schlichting I, Kuhlman B, Hahn KM. A geneticaly encoded @hotoactivatable RAc controls the motility of living cells. Nature 2009 Sep 3; 461(7260):104-8. PMID 19693014